# Э̄
Э̄, э̄（Э with macron；斜體字: Э̄ э̄；Э̄ э̄）是一个西里尔字母，由 Э, э 加上一个長音符號(◌̄)而成。
Э̄ 使用在鄂温克语、曼西語、赫哲语、涅吉達爾語、鄂罗克语、烏爾奇語、基爾丁薩米語、塞爾庫普語，以及車臣語等語言。

## 字母的次序
在各個相關的語言中其排序依其語言中的排序而定。

## 音值
通常表示中平調（˧˧；本調調值(33)）的半閉前不圓唇元音/e/。或則表示/ə/音、或短/ɤː/音（即為短半閉後不圓唇元音音）。在鄂罗克语使用这个字母代表/ɛː/音（即為短半開前不圓唇元音音）。

## 字符编码
| 形式 | 字形 | 十六進制字形代碼 | 代碼          | 說明                   |
| ---- | ---- | ---------------- | ------------- | ---------------------- |
| 大寫 | Э̄    | Э◌̄               | U+042D U+0304 | 西里爾大字母加長音符號 |
| 小寫 | э̄    | э◌̄               | U+044D U+0304 | 西里爾小字母加長音符號 |

## 参看
- Э э（西里尔字母）
- 涅吉達爾語

## 外部連結
- 维基词典中的词条「Э̄」
- 维基词典中的词条「э̄」
- Буква Э̄[永久] на сайте graphemica.com
- Буква э̄[永久] на сайте graphemica.com

Cyrillic script